# Oxyopes summus
Oxyopes summus är en spindelart som beskrevs av Brady 1975. Oxyopes summus ingår i släktet Oxyopes och familjen lospindlar. Inga underarter finns listade i Catalogue of Life.